# وزارة ممدوح سالم الثالثة
وزارة ممدوح سالم الثالثة هي الوزارة الثامنة والتسعون في تاريخ مصر وتشكلت في 9 نوفمبر 1976.:95:97

## أعضاء الحكومة
| الوزارة                                                  | الوزير                    |
| -------------------------------------------------------- | ------------------------- |
| رئيس مجلس الوزراء                                        | ممدوح سالم                |
| نائب رئيس مجلس الوزراء للشئون المالية والاقتصادية        | عبد المنعم القيسوني       |
| نائب رئيس مجلس الوزراء للتنمية الاجتماعية والخدمات       | محمد حافظ غانم            |
| نائب رئيس مجلس الوزراء ووزير الخارجية                    | إسماعيل فهمي              |
| نائب رئيس مجلس الوزراء ووزيراً للحربية والإنتاج الحربي    | محمد عبد الغني الجمسي     |
| نائب رئيس مجلس الوزراء للإنتاج ووزيراً للكهرباء والطاقة   | أحمد سلطان                |
| المالية                                                  | محمود صلاح الدين حامد     |
| القوى العاملة والتدريب                                   | عبد اللطيف بلطية          |
| السياحة والطيران                                         | إبراهيم نجيب              |
| الشئون والتأمينات الاجتماعية                             | عائشة راتب                |
| شئون مجلس الشعب                                          | أحمد فؤاد محيي الدين      |
| البترول                                                  | أحمد عز الدين هلال        |
| النقل والمواصلات والنقل البحري                           | عبد الفتاح عبد الله محمود |
| التعليم                                                  | مصطفى كمال حلمي           |
| الداخلية                                                 | السيد حسين فهمي           |
| التجارة والتموين                                         | زكريا توفيق عبد الفتاح    |
| الزراعة والري                                            | عبد العظيم أبو العطا      |
| الصناعة والثروة المعدنية                                 | عيسى عبد الحميد شاهين     |
| الإعلام والثقافة                                         | جمال العطيفي              |
| التخطيط                                                  | محمد محمود الإمام         |
| العدل                                                    | أحمد سميح طلعت            |
| الإسكان والتعمير                                         | حسن محمد حسن              |
| الاقتصاد والتعاون الاقتصادي                              | حامد عبد اللطيف السايح    |
| الصحة                                                    | إبراهيم جميل بدران        |
| الأوقاف والدولة لشئون الأزهر                             | محمد متولي الشعراوي       |
| الدولة للإنتاج الحربي                                    | جمال الدين صدقي           |
| دولة لشئون مجلس الوزراء والمتابعة والمراقبة              | ألبرت برسوم سلامة         |
| الدولة للحكم المحلي والشباب والتنظيمات الشعبية والسياسية | محمد حامد محمود           |
| الدولة للبحث العلمي والطاقة الذرية                       | محمد عبد المعبود الجبيلي  |
| الدولة للعلاقات الخارجية                                 | محمود رياض                |
| الدولة للزراعة وشئون السودان                             | عبد العزيز حسين           |
| الدولة للتنمية الإدارية                                  | علي عبد المجيد عبده       |

## تعديلات
- في 3 فبراير 1977 صدر قرار بتعديل تشكيل الوزارة بحيث يصبح:[3]
  - ممدوح سالم رئيساً للوزراء ووزيراً للداخلية.
  - عبد العظيم أبو العطا وزيراً للري.
  - عبد العزيز حسين وزير دولة للمجتمعات الزراعية والصناعية والثروة المائية وشئون السودان.
  - عبد المنعم الصاوي وزيراً للإعلام والثقافة.
  - إبراهيم شكري وزيراً للزراعة.
  - محب رمزي إستينو وزيراً للسياحة والطيران المدني.
  - آمال عثمان وزيرة للشئون والتأمينات الاجتماعية.
- في 21 أبريل 1977 عين عبد الرزاق عبد المجيد وزيراً للتخطيط.
- في 4 أكتوبر 1977 استقال عبد العزيز حسين من منصبه الوزاري.